# Andria Putkaradze
Andria Putkaradze er en georgisk børne sanger som repræsenterede Georgien og vandt Junior Eurovision Song Contest 2024 med sangen "To My Mom", konkurrencen fandt sted i Madrid i spanien. Sangen opnåede 239 point.